# 德意志族

德国侨民在世界上的人口分布图。
Germany
+ 10,000,000
+ 1,000,000
+ 100,000
+ 10,000

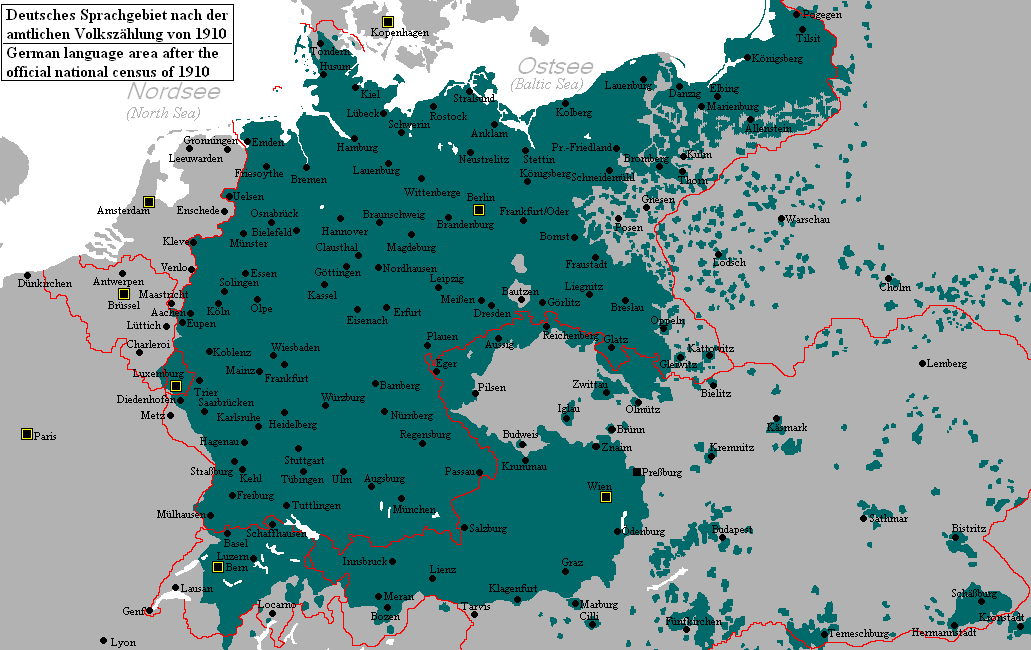
1910年欧洲德语使用者分布图，泛日耳曼主义者想将海外德意志族地区大一统进入德意志民族国家。

德意志族（德語：Deutschstämmige）指的是没有出生在德国本土，但民族上属于德意志的人，如伏尔加德意志人。纳粹德国时期曾称为德意志裔人（Volksdeutsche），两者意义相同但后者现在已不常用。另外一个需要区分的概念是“海外德国侨胞”（Auslandsdeutsche），指的是侨居于德国本土以外，有权参与德国选举的德国“公民”。